# Liste der Biografien/Herh
Liste der Biografien |
Portal Biografien |
Personensuche
# |
A |
B |
C |
D |
E |
F |
G |
H |
I |
J |
K |
L |
M |
N |
O |
P |
Q |
R |
S |
T |
U |
V |
W |
X |
Y |
Z |
?
 
Ha |
Hd |
He |
Hi |
Hj |
Hk |
Hl |
Hm |
Hn |
Ho |
Hr |
Hs |
Ht |
Hu |
Hv |
Hw |
Hy
 
Hea |
Heb |
Hec |
Hed |
Hee |
Hef |
Heg |
Heh |
Hei |
Hej |
Hek |
Hel |
Hem |
Hen |
Heo |
Hep |
Heq |
Her |
Hes |
Het |
Heu |
Hev |
Hew |
Hex |
Hey |
Hez
 
Hera |
Herb |
Herc |
Herd |
Here |
Herf |
Herg |
Herh |
Heri |
Herj |
Herk |
Herl |
Herm |
Hern |
Hero |
Herp |
Herq |
Herr |
Hers |
Hert |
Heru |
Herv |
Herw |
Herx |
Hery |
Herz
Die Liste der Biografien führt alle Personen auf, die in der deutschsprachigen Wikipedia einen Artikel haben. Dieses ist eine Teilliste mit 10 Einträgen von Personen, deren Namen mit den Buchstaben „Herh“ beginnt.

## Herh

### Herha
- Herhaus, Ernst (1932–2010), deutscher Schriftsteller

### Herhe
- Herheim, Stefan (* 1970), norwegischer Opernregisseur
- Herhel, Oksana (* 1994), ukrainische Ringerin

### Herho
- Herholc, Felix (* 1987), deutscher Handballtorwart
- Herhold, Ludwig (* 1837), deutscher Bühnen-Schriftsteller und Kunstsammler
- Herholz, Andreas (1789–1870), deutscher Geistlicher und Politiker
- Herholz, Eckhard (* 1946), deutscher Sportreporter
- Herholz, Gerd (* 1952), deutscher Schriftsteller, Kulturmanager und Journalist
- Herholz, Kurt (1905–1983), deutscher Politiker (KPD/SED) und Gewerkschafter, antifaschistischer Widerstandskämpfer

### Herhu
- Herhudt von Rohden, Hans-Detlef (1899–1951), deutscher Generalmajor der Luftwaffe im Zweiten Weltkrieg